# Cantón de Romilly-sur-Seine-2
El cantón de Romilly-sur-Seine-2 era una división administrativa francesa, que estaba situada en el departamento de Aube y la región de Champaña-Ardenas.

## Composición
El cantón estaba formado por una fracción de la comuna que le daba su nombre:
- Romilly-sur-Seine (fracción)

## Supresión del cantón de Romilly-sur-Seine-2
En aplicación del Decreto nº 2014-216 de 21 de febrero de 2014, el cantón de Romilly-sur-Seine-2 fue suprimido el 22 de marzo de 2015 y su fracción de comuna pasó a formar parte del nuevo cantón de Romilly-sur-Seine.